# Duško Đurišić
Duško Đurišić (serbisch-kyrillisch Душко Ђуришић; * 20. Dezember 1977) ist ein ehemaliger serbischer Fußballspieler, der von 2005 bis 2008 beim SC Paderborn 07 in der 2. Liga spielte.
Er kam vom israelischen Erstligisten Hapoel Petah Tikva zum damaligen Zweitliga-Aufsteiger und schoss im Spiel gegen die TuS Koblenz sein erstes Tor für den SC Paderborn. 
Nach dem Abstieg Paderborns in die 3. Liga wechselte Durišić zu Apollon Limassol nach Zypern. In der Rückserie der Saison 2009/10 lief er in der ersten serbischen Liga für FK Vojvodina Novi Sad auf und beendete dann seine Karriere.
Sein Sohn Nikola Đurišić wurde Basketballspieler.